# Ypthimomorpha subocellata
Ypthimomorpha subocellata är en fjärilsart som beskrevs av Embrik Strand 1909. Ypthimomorpha subocellata ingår i släktet Ypthimomorpha och familjen praktfjärilar. Inga underarter finns listade i Catalogue of Life.